# Muldermolen
De Muldermolen is een voormalige watermolen bij Thull bij Schinnen in de gemeente Beekdaelen in de Nederlandse provincie Limburg. De molen stond ten westen van de Mulderplas op de Geleenbeek. Stroomopwaarts lag de Kathagermolen, stroomafwaarts de Heisterbrugger korenmolen en Heisterbrugger oliemolen.

## Geschiedenis
In 1331 of eerder werd de watermolen gebouwd. Het was een onderslagmolen gebruikt als korenmolen.
In 1939 was de watermolen verdwenen.